# Rivière de la Boiteuse
Pour les articles homonymes, voir Boiteuse.
La rivière de la Boiteuse est un affluent de la rivière Shipshaw (via le lac Onatchiway), coulant sur la rive Nord-Ouest du fleuve Saint-Laurent, dans le territoire non organisé Mont-Valin, dans la municipalité régionale de comté (MRC) Le Fjord-du-Saguenay, dans la région administrative de la Saguenay-Lac-Saint-Jean, dans la Province de Québec, au Canada.
La partie supérieure de la rivière de la Boiteuse coule dans la zec du Lac-de-la-Boiteuse. La foresterie constitue la principale activité économique du secteur ; les activités récréotouristique, en second.
Surtout pour les besoins de la foresterie et des activités récréotouristiques, la route forestière R0258 dessert la partie inférieure de la rivière de la Boiteuse et la partie Est de la rivière Shipshaw. Plusieurs autres routes secondaires desservent le reste de cette vallée,,.
La surface de la rivière de la Boiteuse est habituellement gelée de la fin novembre au début avril, toutefois la circulation sécuritaire sur la glace se fait généralement de la mi-décembre à la fin mars.

## Géographie
Les principaux bassins versants voisins de la rivière de la Boiteuse sont :
- côté Nord : Rivière Shipshaw, lac Onatchiway, Petit lac Onatchiway, rivière Péribonka, rivière du Canal Sec ;
- côté Est : Rivière Shipshaw, rivière de la Tête Blanche, rivière Nisipi, lac La Mothe ;
- côté Sud : Rivière Shipshaw, Le Petit Bras, rivière Saguenay, rivière Blanche ;
- côté Ouest : Lac Tchitogama, rivière Péribonka, rivière Brûlée[2].

La rivière de la Boiteuse prend sa source à l’embouchure du lac de la Boiteuse (longueur : 6,0 km ; altitude : 353 m), en zone forestière dans la zec du Lac-de-la-Boiteuse. Cette embouchure est située à :
- 7,6 km à l’Est de la rivière Péribonka ;
- 48,5 km au Nord de la rivière Saguenay ;
- 11,8 km au Sud-Ouest de l’embouchure de la rivière de la Boiteuse (confluence avec la rivière Shipshaw) ;
- 17,5 km à l’Ouest du barrage de l’embouchure du lac Onatchiway (rivière Shipshaw)[2].

À partir de l’embouchure du lac de la Boiteuse, le cours de la rivière de la Boiteuse descend sur 15,9 km selon les segments suivants :
- 3,7 km vers le Nord, puis vers l’Est en traversant le Petit lac aux Outardes (longueur : 1,1 km ; altitude : 335 m), jusqu’à son embouchure ;
- 3,0 km vers le Nord-Est, en traversant le Grand lac aux Outardes (longueur : 2,7 km ; altitude : 332 m), jusqu’à son embouchure ;
- 4,4 km vers le Nord-Est jusqu’à la rive Ouest du lac Vermont ;
- 1,6 km vers le Nord-Est en traversant la partie Nord-Ouest du lac Vermont (longueur : 10,0 km ; altitude : 306 m), jusqu’à son embouchure ;
- 3,2 km vers le Nord, jusqu’à son embouchure[2].

L'embouchure de la rivière de la Boiteuse se déverse au fond de la baie de la Boiteuse laquelle est intégrée au lac Onatchiway ; ce dernier est traversé vers le Sud par la rivière Shipshaw dans le territoire non organisé de Mont-Valin. Cette confluence de la rivière de la Boiteuse est située à :
- 14,0 km à l’Est de la rivière Péribonka ;
- 13,4 km au Nord du barrage Onatchiway, situé à l’embouchure du lac Onatchiway ;
- 64,1 km au Nord du centre-ville de Saguenay ;
- 62,5 km au Nord-Est du centre-ville de Alma ;
- 140,8 km au Nord-Ouest de l’embouchure de la rivière Saguenay[2].

À partir de l’embouchure de la rivière de la Boiteuse, le courant traverse le lac Onatchiway sur 21,7 km vers le Nord-Est et vers le Sud-Est jusqu’au barrage Onatchiway, puis suit le cours inférieur de la rivière Shipshaw vers le Sud sur 73,9 km, en traversant notamment le lac La Mothe, avant de se déverser sur la rive Nord de la rivière Saguenay.

## Toponymie
Le toponyme "Rivière de la Boiteuse" a été officialisé le 5 décembre 1968 à la Banque des noms de lieux de la Commission de toponymie du Québec.